# كرايغ كامبل (مغني)
كرايغ كامبل (بالإنجليزية: Craig Campbell)‏ هو مغني ومغن مؤلف أمريكي، ولد في 10 فبراير 1979 في ليونز في الولايات المتحدة.

## وصلات خارجية
- كرايغ كامبل على موقع ميوزك برينز (الإنجليزية)
- كرايغ كامبل على موقع ديسكوغز (الإنجليزية)